# Titan IIID
«Титан-3D»  — американская ракета-носитель тяжелого класса, семейства Титан.